# 白山山脉 (亚利桑那州)
亞利桑那州的白山山脉（英語：White Mountains）是位于该州东部、靠近新墨西哥州的山脉与丘陵地带；它是亚利桑那州过渡地带-莫戈隆边缘向西边的延伸部分，其中莫戈隆边缘地带与新墨西哥州西缘接壤。白山山脉是科羅拉多高原在东北亚利桑那州的一部分，此片土地上驻扎着纳瓦霍族保留地。附近的城镇有肖洛、派恩托普-莱克赛德、格里尔、斯普林格维尔、伊格尔和麦克纳里。